# Andrew Michael Hurley
Andrew Michael Hurley (Preston, 1975) è uno scrittore britannico.

## Biografia
Nato nel 1975 a Preston, dopo aver vissuto a Manchester e a Londra, vive e lavora nel Lancashire.
Ha esordito nel 2006 con la raccolta di racconti Cages and Other Stories e ha pubblicato il suo primo romanzo, Loney, nel 2014. Stampato inizialmente in sole 278 copie, ha in seguito riscosso un buon successo e ottenuto un Premio Costa.
Grazie al secondo romanzo, Il giorno del diavolo, è stato insignito dell'Encore Award destinato alla seconda opera pari merito con la scrittrice Lisa McInerney.
Giornalista per il Guardian, insegna scrittura creativa alla Manchester Metropolitan University.

## Opere (parziale)

### Romanzi
- Loney (The Loney, 2014), Milano, Bompiani, 2016 traduzione di Vincenzo Vega ISBN 978-88-452-8117-4.
- Il giorno del diavolo (Devil's Day, 2017), Milano, Bompiani, 2019 traduzione di Vincenzo Vega ISBN 978-88-452-9621-5.
- La voce della quercia (Starve Acre, 2019), Milano, Bompiani, 2021 traduzione di Giordano Aterini ISBN 978-88-301-0261-3.

### Raccolte di racconti
- Cages and Other Stories (2006)
- The Unusual Death of Julie Christie (2008)

### Antologie
- Eight Ghosts di AA. VV. (2017)

## Adattamenti cinematografici
- Starve Acre, regia di Daniel Kokotajlo (2023) (dal romanzo La voce della quercia)

## Premi e riconoscimenti
- Costa Book Awards: 2015 vincitore nella sezione "Romanzo d'esordio " con Loney
- Encore Award: 2018 vincitore con Il giorno del diavolo